# Bezirk Kalwarya
Bezirk Kalwarya – dawny powiat (Bezirk) kraju koronnego Królestwo Galicji i Lodomerii, funkcjonujący w latach 1854–1867. Siedzibą starostwa było miasteczko Kalwarya.

## Historia
Bezirk Kalwarya utworzono w ramach reformy uwłaszczeniowej z okresu Wiosny Ludów (1848–1849), która likwidowała jurysdykcję właściciela ziemskiego nad poddanymi. W Galicji, dominium – jako podstawowa jednostka administracyjna i filar systemu feudalnego straciło rację bytu. Konieczne stało się zatem wprowadzenie nowego systemu administracyjnego, którego zręby powstały w latach 1851–1855. Nowy trójstopniowy podział administracyjny objął 21 cyrkułów (niem. Kreise), 179 małych powiatów (niem. Bezirke) i ponad 6000 gmin (niem. Gemeinde). 
Bezirk Kalwarya objął obszar o wielkości 4,8 mil², zamieszkany przez 24.167 ludzi i podzielony na 40 gmin katastralnych, w tym miasto Lanckorona i miasteczko Kalwarya. Wszedł w skład cyrkułu wadowickiego, jako jeden z jego trzynastu powiatów ziemskich. 1 maja 1860 zniesiono cyrkuł wadowicki, a jego cały obszar włączono do cyrkułu krakowskiego.
Po nadaniu Galicji autonomii oraz powołaniu samorządu gminnego i powiatowego w 1865 zlikwidowano cyrkuły (Kreise). Dotychczasowe małe powiaty (Bezirke) w liczbie 179, utrzymały się do 1867 roku, kiedy to w następstwie kolejnej reformy administracyjnej (23 stycznia 1867) zostały zastąpione przez 74 większe powiaty. Obszar zniesionego Bezirk Kalwarya wszedł wtedy w skład głównie nowo utworzonego powiatu wadowickiego oraz – częściowo – nowego powiatu myślenickiego (vide podział  w tabeli poniżej). 1 czerwca 1903 gminę Pozowice w powiecie wadowickim włączono do powiatu podgórskiego. 1 stycznia 1924  zniesiono powiat podgórski, a gminę Pozowice włączono do powiatu krakowskiego.

## Podział administracyjny (1854)
| Lp. | Gmina jednostkowa         | Powierzchnia | Ludność | Powiat w 1867 po zniesieniu |
| --- | ------------------------- | ------------ | ------- | --------------------------- |
| 1   | Kalwarya (m)              | 222          | 790     | wadowicki                   |
| 2   | Barwałd Górny             | 1301         | 550     | wadowicki                   |
| 3   | Brzeźnica z Pasieką       | 1483         | 220     | wadowicki                   |
| 4   | Nowe Dwory z Owsianką     | 1483         | 543     | wadowicki                   |
| 5   | Brzezinka                 | 685          | 400     | wadowicki                   |
| 6   | Dąbrówka                  | 813          | 387     | wadowicki                   |
| 7   | Stryszów                  | 2602         | 1255    | wadowicki                   |
| 8   | Jastrzębia                | 672          | 283     | wadowicki                   |
| 9   | Brody z Solcą             | 1711         | 1102    | wadowicki                   |
| 10  | Bugaj                     | 615          | 294     | wadowicki                   |
| 11  | Przytkowice               | 2147         | 767     | wadowicki                   |
| 12  | Kopytówka                 | 459          | 199     | wadowicki                   |
| 13  | Jaśkowice                 | 845          | 455     | wadowicki                   |
| 14  | Lanckorona (M)            | 2046         | 1451    | wadowicki                   |
| 15  | Baczyn                    | 1234         | 500     | wadowicki                   |
| 16  | Biertowice                | 666          | 374     | myślenicki                  |
| 17  | Harbutowice               | 2961         | 966     | wadowicki                   |
| 18  | Izdebnik                  | 2805         | 1577    | wadowicki                   |
| 19  | Leśnica                   | 457          | 218     | wadowicki                   |
| 20  | Palcza                    | 1481         | 632     | wadowicki                   |
| 21  | Skawinki                  | 1317         | 607     | wadowicki                   |
| 22  | Stronie                   | 786          | 528     | wadowicki                   |
| 23  | Sułkowice                 | 2857         | 2028    | myślenicki                  |
| 24  | Zachełmna                 | 904          | 341     | wadowicki                   |
| 25  | Zakrzów                   | 1704         | 609     | wadowicki                   |
| 26  | Leńcze Górne              | 1249         | 736     | wadowicki                   |
| 27  | Wysoka ad Kalwarya        | 1825         | 280     | wadowicki                   |
| 28  | Marcyporęba               | 1915         | 1118    | wadowicki                   |
| 29  | Stanisław Dolny           | 2318         | 1210    | wadowicki                   |
| 30  | Stanisław Górny           | 2318         | 1210    | wadowicki                   |
| 31  | Bęczyn z Bęczynkiem       | 1018         | 421     | wadowicki                   |
| 32  | Paszkówka z Pobiedrem     | 1027         | 533     | wadowicki                   |
| 33  | Podchybie                 | 228          | 108     | wadowicki                   |
| 34  | Podolany                  | 472          | 230     | wadowicki                   |
| 35  | Sosnowice                 | 957          | 484     | wadowicki                   |
| 36  | Pozowice                  | 510          | 346     | wadowicki                   |
| 37  | Wielkie Drogi z Trzebolem | 930          | 414     | wadowicki                   |
| 38  | Zarzyce Wielkie           | 378          | 259     | wadowicki                   |
| 39  | Zarzyce Małe              | 155          | 140     | wadowicki                   |
| 40  | Zebrzydowice              | 1959         | 812     | wadowicki                   |

Objaśnienie:
(M) = miasto; (m) = miasteczko